# Ormonde Dalton
Ormonde Maddock Dalton, född 1866, död 1945, var en brittisk museiman och konsthistoriker.
Dalton gjorde flera resor till de östra Medelhavsländerna och var länge verksam som avdelningschef på British Museum och utgav flera betydande arbeten på den äldre kristna konstens område. Bland hans verk märks Byzantine art and archæology (1911) samt East Christian art (1925).